# Oxyonchus dubius
Oxyonchus dubius är en rundmaskart som först beskrevs av Nikolai Nikolaievich Filipjev 1918.  Oxyonchus dubius ingår i släktet Oxyonchus och familjen Enoplidae. Inga underarter finns listade i Catalogue of Life.